# Valerioanthus
Valerioanthus es un género de plantas  con tres especies de arbustos pertenecientes a la familia Myrsinaceae. 
Está considerado un sinónimo del género Ardisia Sw.

## Especies
| - Valerioanthus hirsutissimus - Valerioanthus nevermannii - Valerioanthus ursinus |